# Colocleora rufilimes
Colocleora rufilimes är en fjärilsart som beskrevs av W. Warren 1899. Colocleora rufilimes ingår i släktet Colocleora och familjen mätare. Inga underarter finns listade i Catalogue of Life.